# 原大輝
原 大輝（はら だいき、1988年6月2日 - ）は、広島県安芸郡海田町出身の元プロ野球選手（捕手）。右投右打。NPBでは育成選手であった。

## 経歴

### プロ入り前
広島国際学院高では投手兼捕手を務め、2年夏に8強進出を達成した。3年夏は主戦として活躍したが、広島市立広島工業高等学校に7回コールド0対8で敗れ、広島県大会3回戦敗退。2回戦広島県立広島井口高等学校戦では11回1失点完投勝利、打者としても9回2死から同点適時打を記録している。 広島県大会準々決勝が最高成績。甲子園出場実績はなし。
北海道東海大学（現・東海大学北海道キャンパス）進学後は3年春に大学選手権を経験。 6番捕手で先発出場するも2打数ノーヒット、九州国際大学に1対3で敗れ初戦突破ならず。 所属リーグでは2年時から正捕手を務め、2年秋・4年春の2度ベストナインを獲得、4年秋に打率3割（30打数9安打）本本塁打0、打点1で打撃十傑入りを果たしている。

### 独立リーグ時代
信濃グランセローズ入団後は1年目からリーグ戦に出場。 捕手のほか外野手、一塁手をこなし71試合に出場、打率.309（5位）の好成績で頭角を現す。 主に5番、終盤は4番に座り72安打量産、リーグ最多タイ19二塁打を記録した。 2年目は主に4番捕手として活躍し、6月には打率.452本2点11で月間MVPを初受賞。

### オリックス時代
地肩の強さとパンチ力ある打撃がスカウトの目に留まり、2012年秋のドラフトでオリックス・バファローズから育成枠指名を受ける。
2015年10月3日、戦力外通告を受け、同年10月30日、自由契約公示された。

## 詳細情報

### 年度別打撃成績
- 一軍公式戦出場なし

### 独立リーグでの打撃成績
| 年 度     | 球 団     | 試 合 | 打 数 | 得 点 | 安 打 | 二 塁 打 | 三 塁 打 | 本 塁 打 | 塁 打 | 打 点 | 三 振 | 四 球 | 死 球 | 犠 打 | 犠 飛 | 盗 塁 | 失 策 | 併 殺 打 | 残 塁 | 打 率 | 出 塁 率 | 長 打 率 | O P S |
| --------- | --------- | ----- | ----- | ----- | ----- | -------- | -------- | -------- | ----- | ----- | ----- | ----- | ----- | ----- | ----- | ----- | ----- | -------- | ----- | ----- | -------- | -------- | ----- |
| 2011      | 信濃      | 71    | 233   | 38    | 72    | 19       | 1        | 1        | 117   | 35    | 40    | 36    | 22    | 5     | 2     | 6     | 11    | 8        | 74    | .309  | .444     | .502     | .946  |
| 2012      | 信濃      | 72    | 266   | 36    | 79    | 12       | 0        | 3        | 115   | 33    | 31    | 28    | 12    | 0     | 1     | 7     | 7     | 7        | 75    | .297  | .388     | .432     | .820  |
| 通算：2年 | 通算：2年 | 143   | 499   | 74    | 151   | 31       | 1        | 4        | 232   | 68    | 71    | 64    | 34    | 5     | 3     | 13    | 18    | 15       | 149   | .303  | .415     | .465     | .880  |

### 背番号
- 4 （2011年 - 2012年）
- 115 （2013年 - 2015年）